# Шилдс, Джеймс
Джеймс Шилдс (англ. James Shields; 10 мая 1806 — 1 июня 1879) — американский политик и военный ирландского происхождения, единственный политик в истории США, который был сенатором от трёх штатов.
Шилдс представлял Иллинойс на 31-м, 32 и 33-м Конгрессе, Миннесоту на 35-м Конгрессе и Миссури на 45-м Конгрессе. Шилдс родился и учился в Ирландии, эмигрировал в США в 1826 году и поселился в Иллинойсе, где стал юристом. Он был избран в палату представителей штата и служил аудитором штата и на этой должности вступил в конфликт с Линкольном, что привело к дуэли. Когда началась война с Мексикой, Шилдс покинул все должности и стал бригадным генералом. В 1848 году его назначили губернатором территории Орегон, но он отказался от должности. Он переехал в Миннесоту, где основал город Шилдсвилл. Когда началась Гражданская война, Шилдс вернулся в армию. В сражении при Кернстауне ему удалось разбить отряд Джексона Каменная стена — это было единственное поражение Джексона в ходе войны. Вскоре Шилдс уволился из армии, поселился в Миссури и стал сенатором от этого штата.

## Ранние годы
Шилдс родился в Алтморе, в ирландском графстве Тирон (сейчас Северная Ирландия) в семье Чарльза Шилдса и Энн Макдоннелл, первым из трёх детей в семье. Его отец умер, когда ему было всего шесть лет, и воспитанием ребёнка занимался в основном его дядя, Джеймс Шилдс Старший, профессор греческого языка и латыни.
Шилдс обучался в небольшой частной школе, затем в школе под руководством клирика Монмутского Колледжа, а затем и у своего дяди. Один из ветеранов наполеоновских войн обучил его военному делу, фехтованию и французскому языку. В 1822 году Шилдс попытался эмигрировать в США, но ему удалось это сделать только в 1826 году. Он устроился казначеем на торговое судно, но вскоре попал в госпиталь из-за несчастного случая. После выздоровления он вступил добровольцем в армию и участвовал во второй семинольской войне, где дослужился до звания лейтенанта. Некоторое время он провёл в Квебеке, где основал фехтовальную школу. Затем он переселился в Каскаскав в иллинойсском округе Рэндольф, где с 1832 года стал работать юристом и одновременно подрабатывать учителем французского. Его избрали в палату представителей Иллинойса в 1836 году, а в 1839 году избрали аудитором штата. В этой роли ему пришлось приводить в порядок финансы штата во время кризиса 1837 года.